# 高平瑞云观
高平瑞云观，位于山西省晋城市高平市北城街道新建南路40号，是一处山西省文物保护单位。

## 保护
2021年8月4日，高平瑞云观公布为第六批山西省文物保护单位，古建筑类，编号6-203。